# بیمارستان حساب
بیمارستان حساب (به عربی: مستشفی حساب) یک بیمارستان در مصر است که در اسکندریه واقع شده‌است.